# Spondias dulcis
Амбарелла, макок фаранг, свинячі сливи, золоте яблуко (Spondias dulcis) — рід тропічних рослин з родини Анакардієві (Anacardiaceae).

## Назва
Має багато назв у різних мовах. Найпоширенішs з них «макок фаранг» (тай. มะกอกฝรั่ง), амбарелла (синг. ඇඹරැල්ලා). В європейських мовах поширилися під назвою «золоте яблуко» (англ. Golden apple) чи золота слива (нім. Goldpflaume).

## Будова
Листяне дерево до 25 метрів висоти. Стовбур досягає 45 см в діаметрі. 

## Поширення та середовище існування
Зростає в тропічній Азії. Походження невідоме, оскільки рослина не зустрічається в природному середовищі, а лише у штучних насадженнях.

## Практичне використання
Плоди їдять в сирому та приготовленому вигляді. Зелений плід хрусткий та кислий. Стиглий плід має жовтий колір, м'яку структуру та солодко-кислий смак. З нестиглих плодів готують соуси та супи. Стиглі їдять свіжими та заготовляють у вигляді варення, роблять мармелад.
Їсти плід потрібно обережно, оскільки кісточка має гострі шипи.
Молоді листя їдять як овочі.

## Цікаві факти
Від тайської назви  Spondias dulcis («Макок») походить назва міста Бангкок.

## Галерея

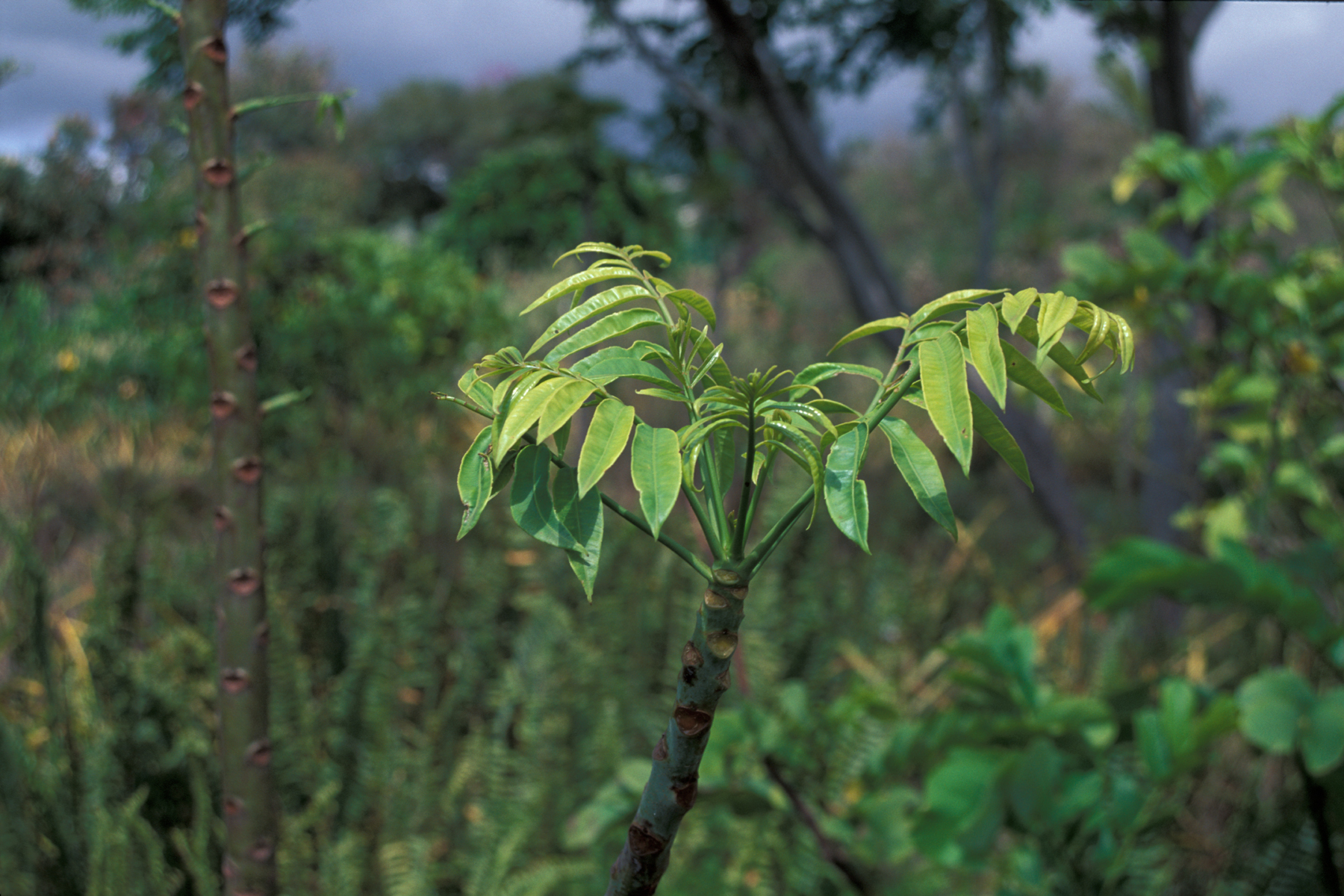
Листя
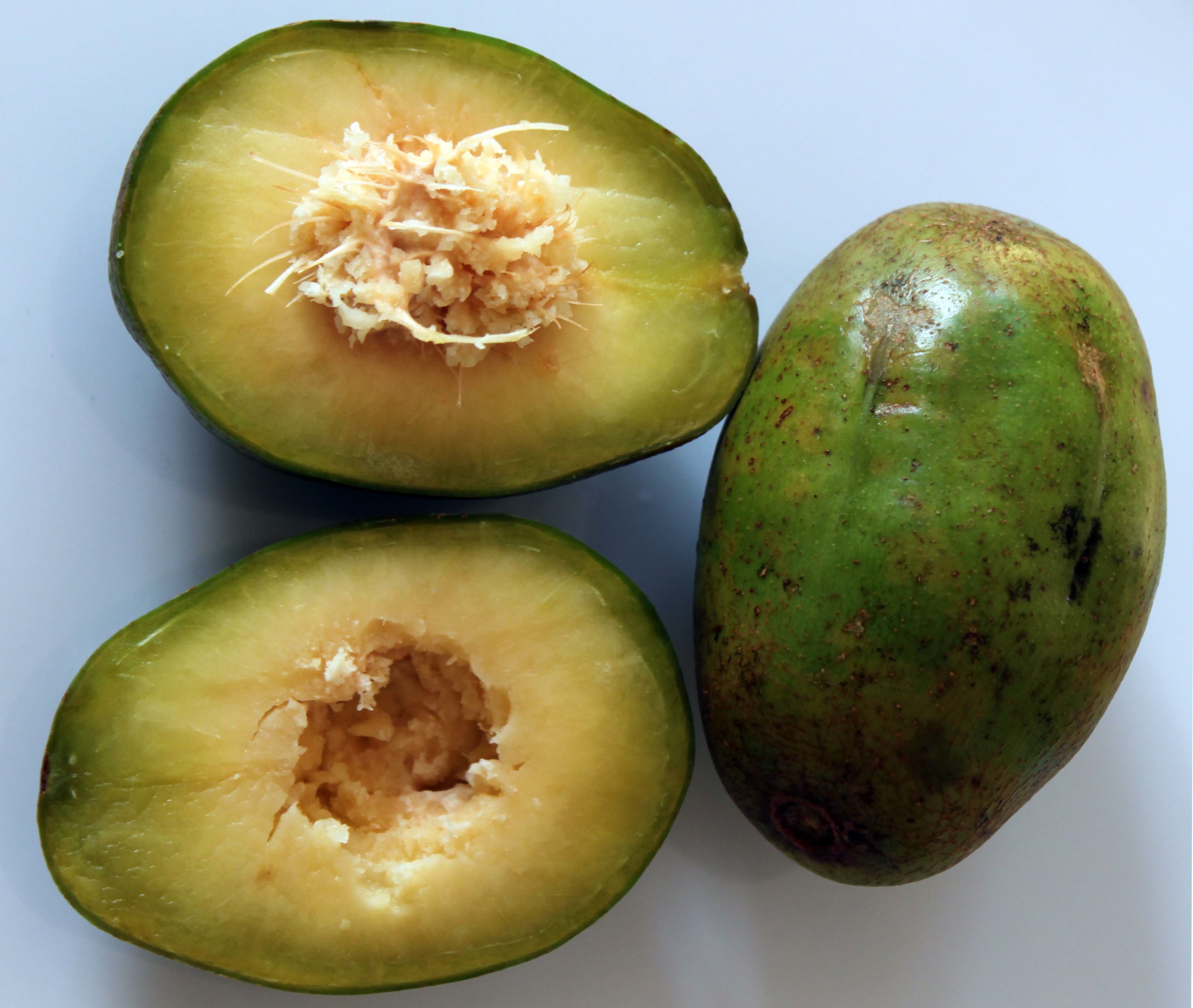
Нестиглі плоди
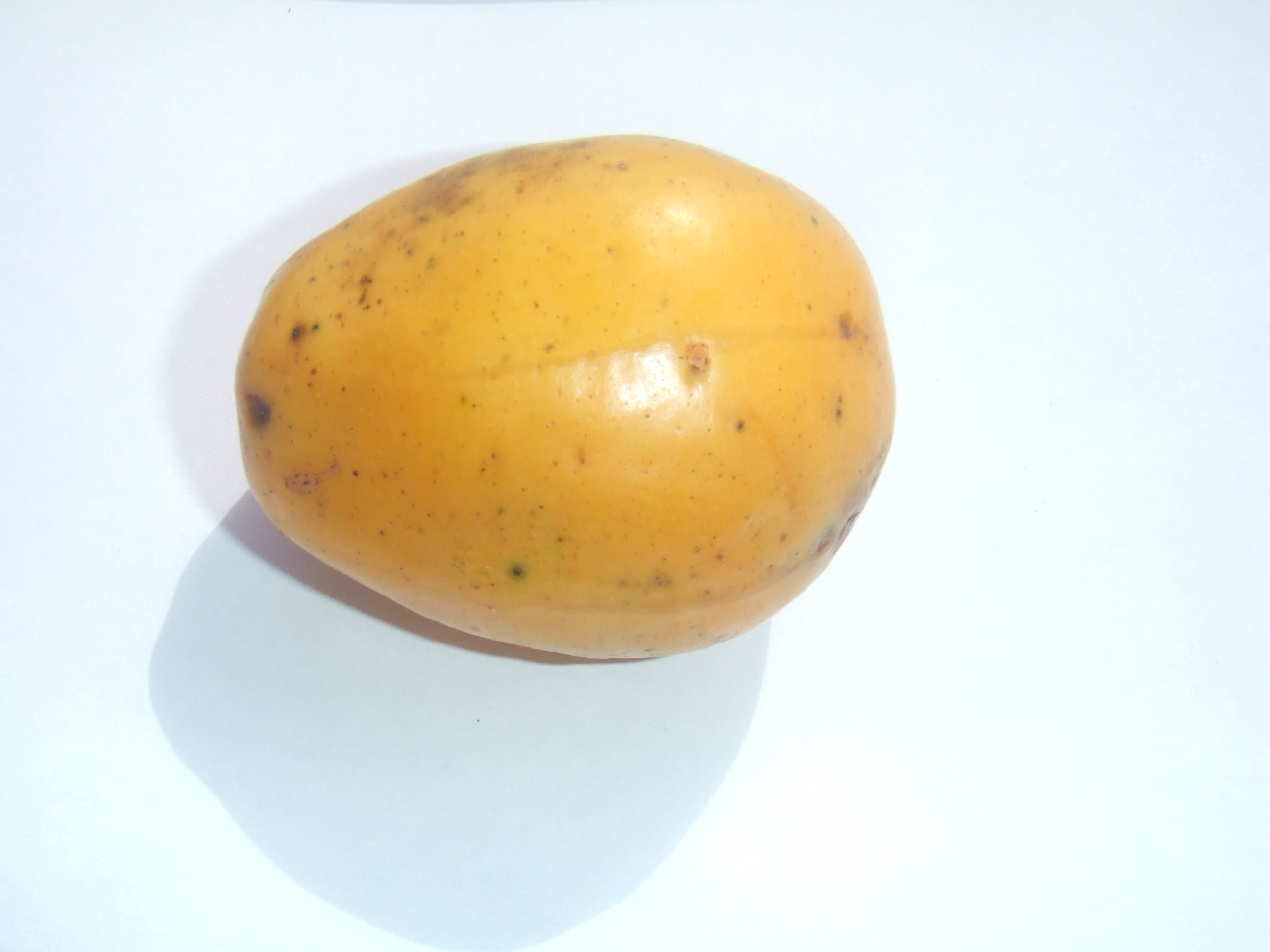
Стиглий плід